# Húsares de la Muerte (Francia)
Los Húsares de la Muerte fueron un cuerpo militar formado durante la Revolución Francesa.

## Fechas más importantes
- 12 de junio de 1792: El escuadrón es creado por la Asamblea Nacional en París y se compone por 200 voluntarios parisinos. En julio, Kellermann organizó, bajo el nombre de "Húsares de los muertos", una compañía libre compuesta por voluntarios del departamento del Norte. Estos voluntarios, en su mayoría de familias acomodadas, se reunieron con caballos en su mayoría de los establos del Rey.
- 5 de marzo de 1793: Los supervivientes del escuadrón se reintegran en el 14° regimiento de caballería.
- 25 de abril de 1793: Se disuelve el escuadrón.

## Uniforme

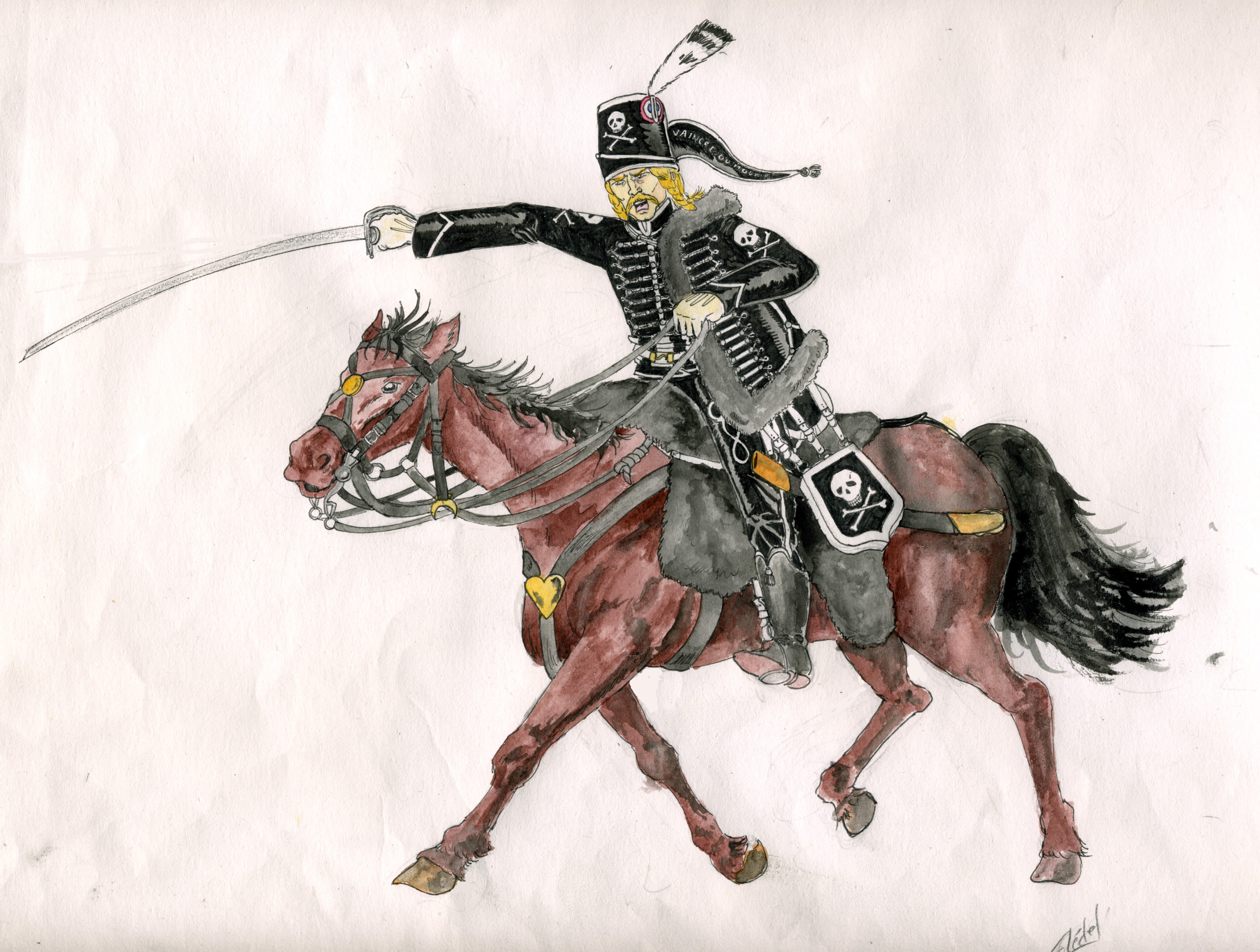
Húsar de la muerte

El uniforme llamaba la atención por ser todo de color negro. La famosa imagen de la calavera con huesos cruzados estaba repartida por todo el uniforme del húsar: en el Kazoo (su distintivo sombrero), en el portapliegos (la bolsa usada para llevar pequeños objetos) y el antebrazo. El uniforme está inspirado [cita requerida] claramente en el uniforme del húsar de Prusia, distinguiéndose de los del resto de Europa por el uso del Totenkopf de la calavera. Aun después de su unión al 14° regimiento, sus miembros siguieron usando el uniforme.

## Lemas
Estos podían leerse en sus sombreros: Vencer o morir, La libertad o la muerte o Vive libre o muere.

## Principales batallas
- Batalla de Valmy
- Guerra de la Vandée
- Campaña de Italia (1796-1797)